# 波尼 (蒙大拿州)
波尼（英語：Pony）是位於美國蒙大拿州麥迪遜縣的普查規定居民點。

## 歷史
波尼的郵局自1877年營運至今。

## 人口
根據2020年美國人口普查的數據，波尼的面積為3.48平方千米，皆為陸地。當地共有人口127人，而人口密度為每平方千米36.49人。